# Blindhuhn

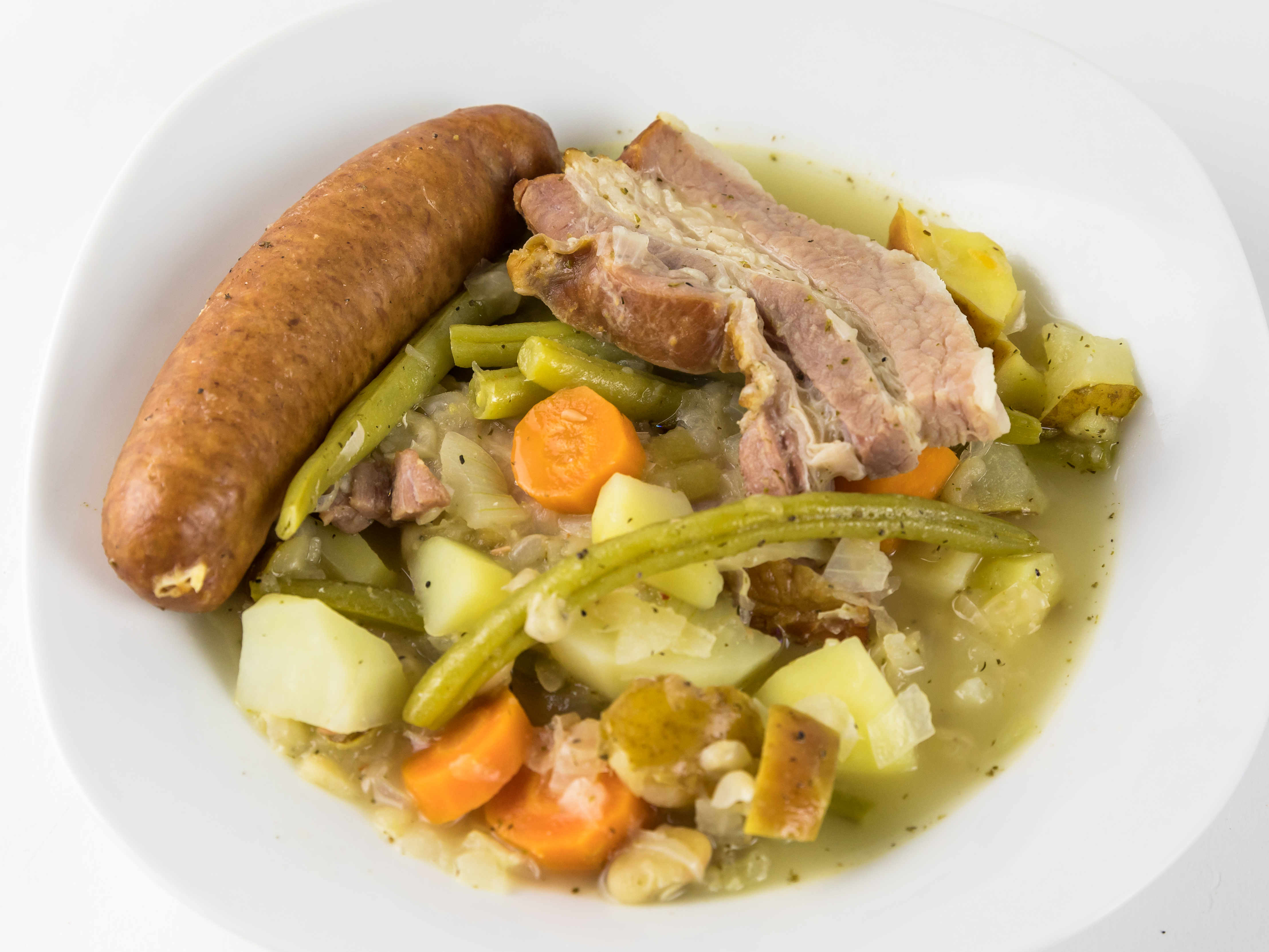
Westfälisches Blindhuhn mit Mettenden und Schweinespeck

Das Blindhuhn, auch Westfälisches Blindhuhn, Lippisches Blindhuhn oder Gänsefutter, ist ein Eintopfgericht der Westfälischen Küche. Die deftige Speise wird aus verschiedenen Bohnen, Kartoffeln, Karotten, Birnen und Äpfeln sowie Schweinespeck zubereitet. Je nach Zubereitung hat es eine suppige bis sämige Konsistenz und erhält durch den Zusatz von Äpfeln und Essig eine leichte Säure.

## Zubereitung
Die Zubereitung des Eintopfs kann je nach Quelle variieren. In der Regel werden zuerst fein geschnittene Zwiebeln oder Zwiebelringe mit in Scheiben geschnittenem Speck in wenig Wasser gekocht  oder angebraten, nach klassischem Rezept werden keine Zwiebeln hinzugefügt. Danach werden grob geschnittene grüne Bohnen und eingeweichte weiße Bohnen sowie Würfel aus Kartoffeln, Karotten (gelbe Rüben) und säuerlichen und festen Äpfeln und Birnen hinzugefügt. Dem Ganzen wird Wasser oder eine Gemüsebrühe hinzugegeben und der Eintopf wird mit Salz, Pfeffer und Kräutern wie Bohnenkraut, Petersilie und Oregano gewürzt und der Eintopf wird gekocht, bis alle Bestandteile gar und die Suppe leicht sämig ist. Um die Suppe weiter zu säuern, kann (Apfel)essig verwendet werden. Um die Sämigkeit zu erhöhen wird etwas Mehl mit kaltem Wasser verrührt und die Suppe damit angedickt.
In einigen Rezepten werden zum Ende ungeräucherte oder geräucherte Mettwürste (Mettenden) hinzugegeben und ebenfalls gegart.

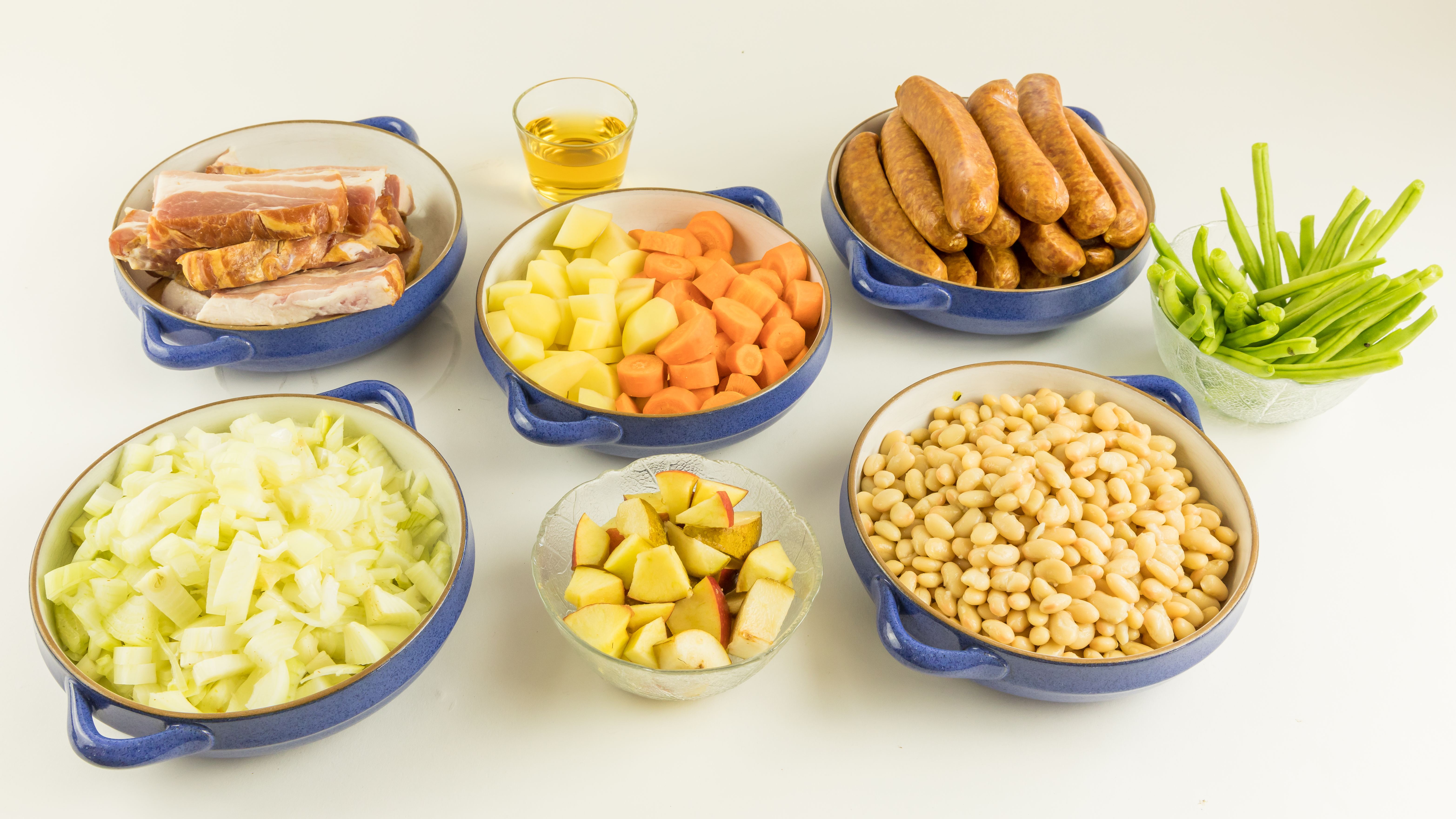
Hauptzutaten: Speck, grüne und weiße Bohnen, Kartoffeln, Karotten, Äpfel und Birnen, Zwiebeln, Mettenden und Apfelessig
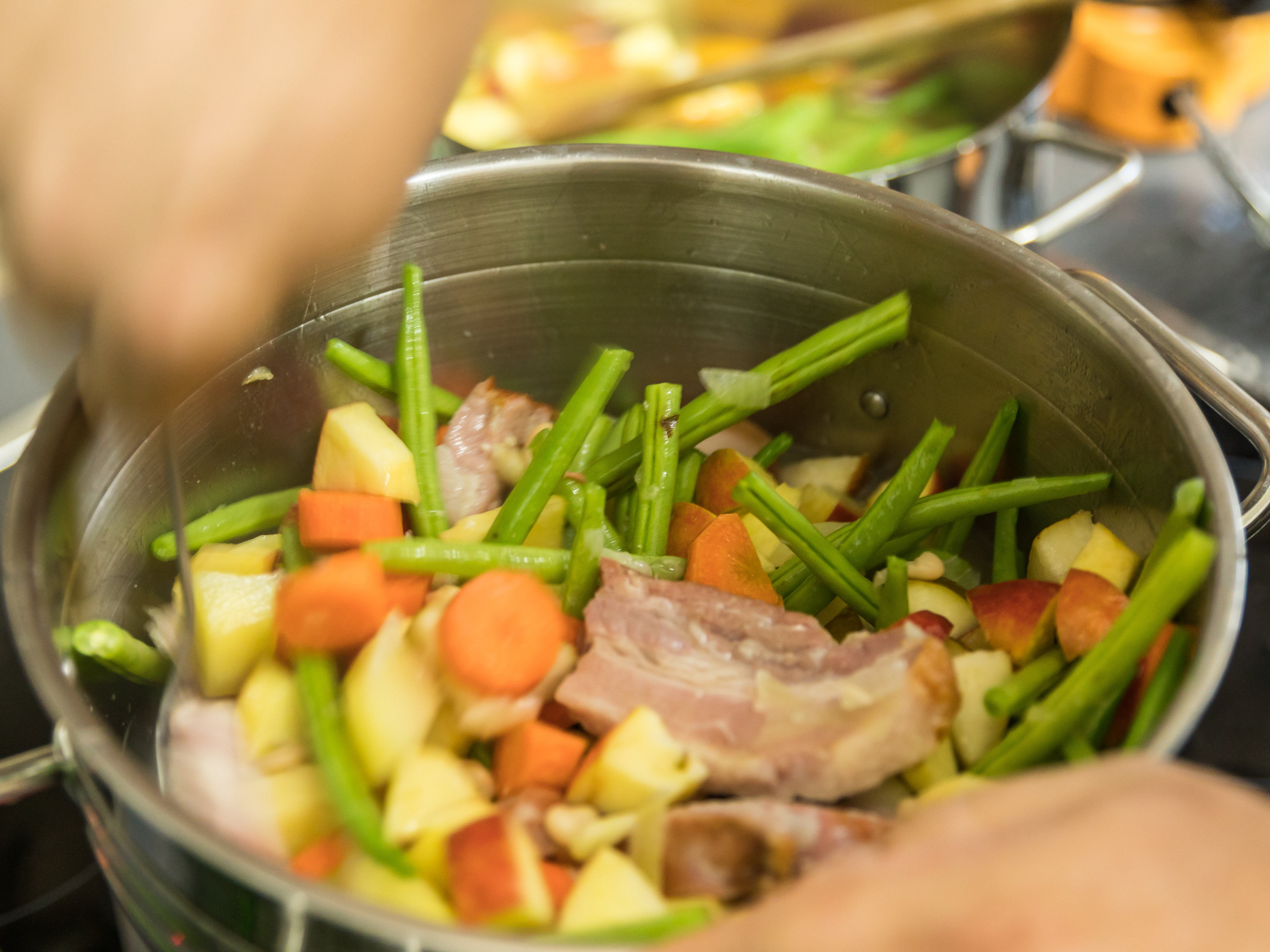
Zubereitung
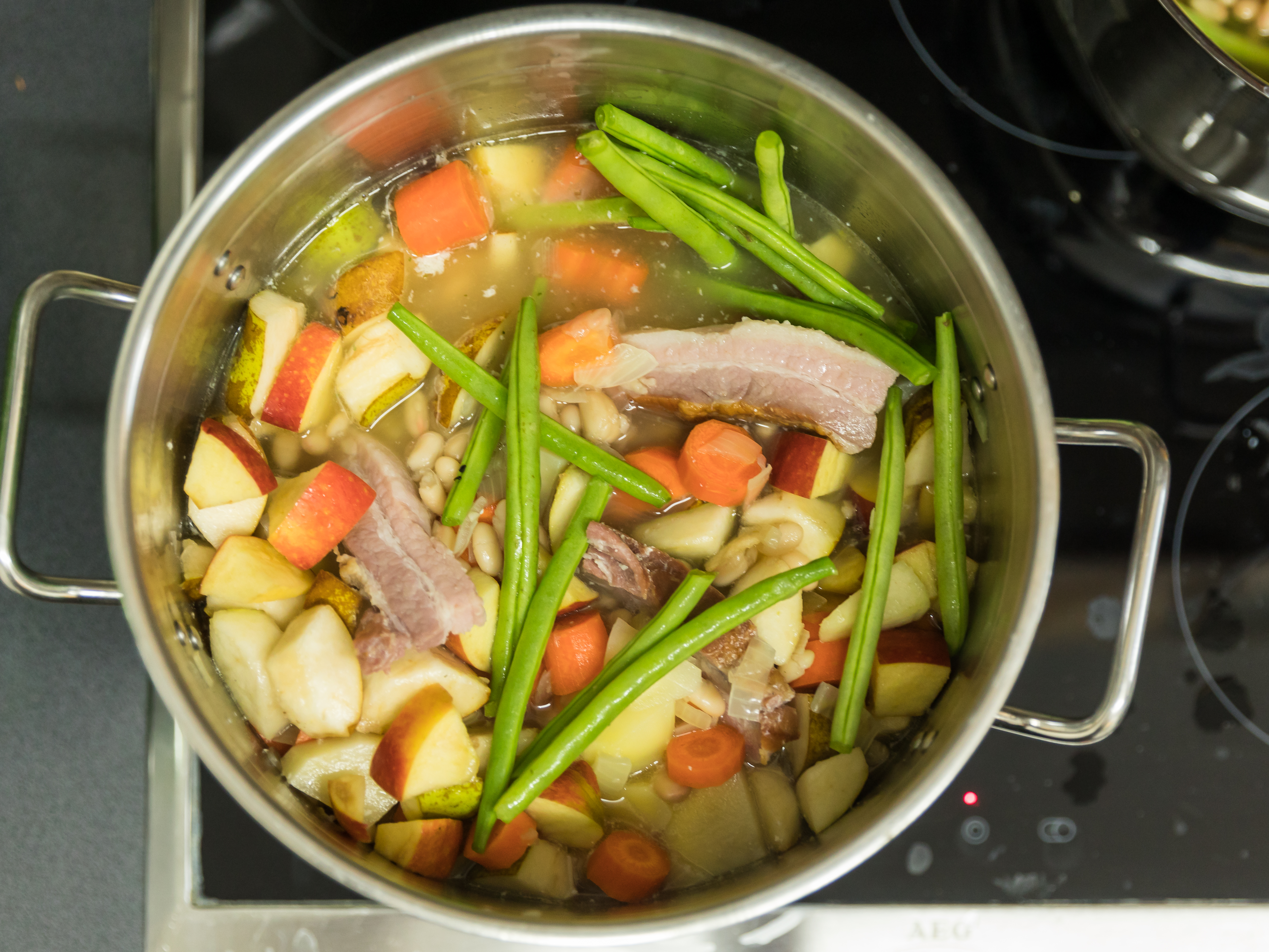
Zubereitung

## Namensherkunft und Kultur
Westfälisches Blindhuhn ist ein klassisches Rezept der westfälischen Küche, das bereits in der Mitte des 19. Jahrhunderts von Henriette Davidis als „westfälisches Nationalgericht“ bezeichnet wurde. Trotz des Namens wird kein Hühnerfleisch in den Eintopf gegeben. Die Namensgebung wird von dem Sprichwort „Auch ein blindes Huhn findet mal ein Korn“ abgeleitet und soll bedeuten, dass jeder in diesem Eintopf etwas findet, das ihm schmeckt. Davidis selbst  bezeichnet das Gericht auch als Nachlese, so dass mit dem Sprichwort auch gemeint sein kann, dass es sich um ein herbstliches Gericht handelt, das v. a. aus den vom Koch als „blindem Huhn“ noch vorgefundenen Resten der Gartensaison bestückt wird. In der Zusammensetzung erinnert das Gericht an das norddeutsche Gericht Birnen, Bohnen und Speck.

## Belege
1. 1 2 3 4  „Blindhuhn“ In: Ira Schneider: Ostwestfalen-Lippe, Küchenklassiker. Wartberg Verlag, 2015, S. 68. ISBN 978-3-8313-2475-0.
2. 1 2  Westfälisches Blindhuhn. Rezept auf lecker.de; abgerufen am 22. Juni 2018.
3. 1 2 3  „Nachlese. Blindhuhn. Ein westfälisches Nationalgericht.“ In: Henriette Davidis: Praktisches Kochbuch für die gewöhnliche und feinere Küche. Bielefeld 1858, S. 103. (Google Books)
4. ↑  „Blindhuhn“ In: Alte Ruhrgebietsküche. Tandem Verlag, Köln 2014, S. 40–41. ISBN 978-3-8313-2475-0.
5. 1 2  Westfälisches Blindhuhn. Rezept und Beschreibung auf wdr.de; abgerufen am 22. Juni 2018.
6. ↑   Bert Gamerschlag: „Westfalenkost“ In: Stern 4/2019 Gruner+Jahr, Hamburg 2019, pp 118 ff.